# فاوستو روسي (ملحن)
فاوستو روسي (بالإيطالية: Fausto Rossi)‏ هو كاتب أغاني ومغني وملحن إيطالي، ولد في 2 يناير 1954 في سكيل في إيطاليا.

## وصلات خارجية
- الموقع الرسمي
- فاوستو روسي على موقع IMDb (الإنجليزية)
- فاوستو روسي على موقع ميوزك برينز (الإنجليزية)
- فاوستو روسي على موقع ميوزك برينز (الإنجليزية)
- فاوستو روسي على موقع أول ميوزيك (الإنجليزية)
- فاوستو روسي على موقع أول ميوزيك (الإنجليزية)
- فاوستو روسي على موقع ديسكوغز (الإنجليزية)
- فاوستو روسي على موقع ديسكوغز (الإنجليزية)